# Anafalis perłowy
Anafalis perłowy (Anaphalis margaritacea (L.) Benth. & Hook.f.) – gatunek roślin z rodziny astrowatych. Zasięg obejmuje Amerykę Północną na północ od północnego Meksyku, Azję w jej części południowej i wschodniej (od Pakistanu po Japonię i Rosyjski Daleki Wschód). Jako gatunek introdukowany rośnie w wielu krajach Europy od Hiszpanii i Wysp Brytyjskich po zachodnią część Rosji. W Polsce jest zadomowionym antropofitem. 
Rośliny z tego gatunku uprawiane są jako ozdobne. Liście są też jadalne po ugotowaniu.

## Morfologia

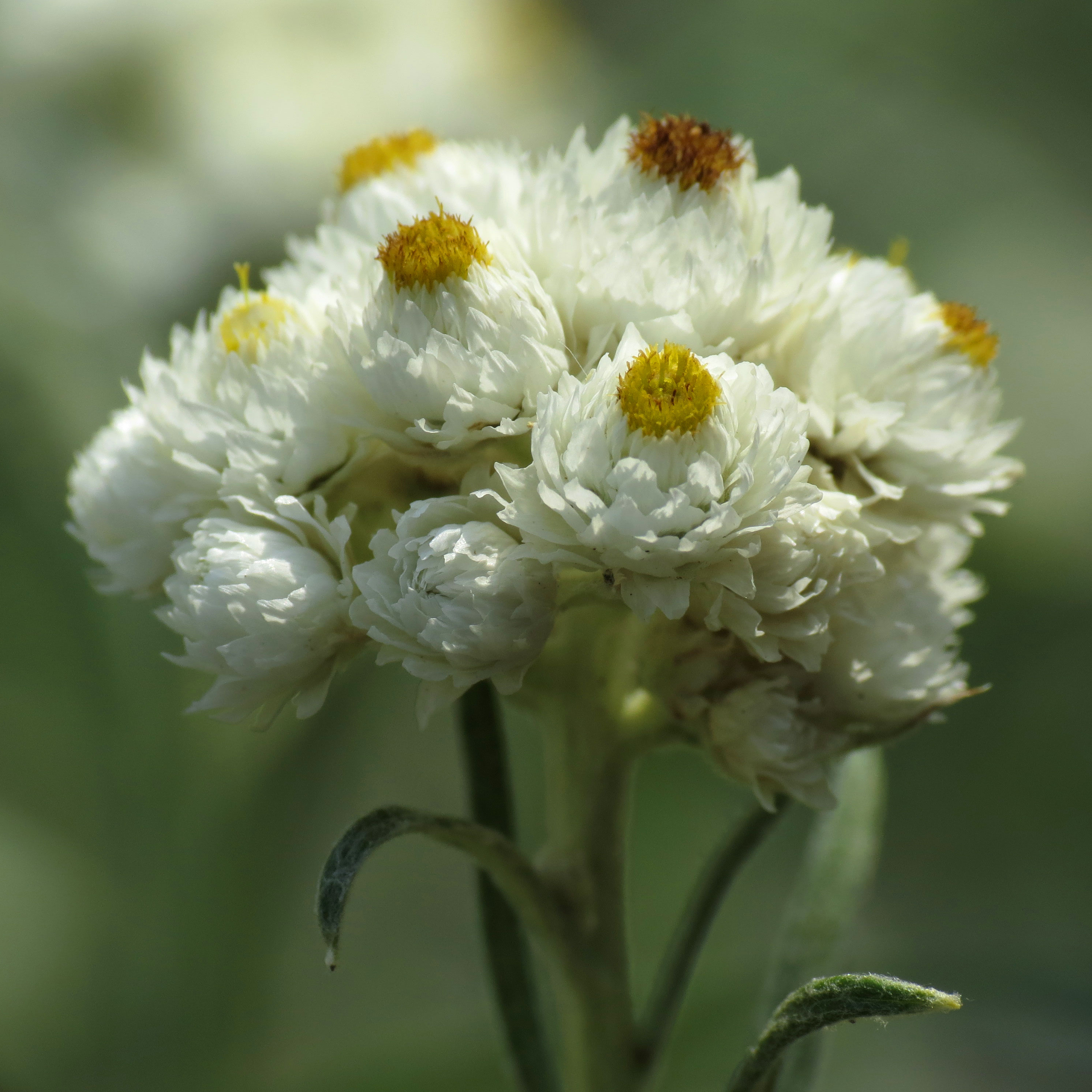
Kwiatostan

PokrójRoślina kłączowa z krótkimi, brązowymi i pokrytymi łuskami rozłogami. Łodygi pojedyncze lub kępiasto skupione są prosto wzniesione lub podnoszące się, zwykle nierozgałęzione, osiągają od 30 do 60 cm, rzadziej do ok. 1 m wysokości. U nasady drewnieją. Są popielato, kutnerowato owłosione.
LiścieDolne zasychają w czasie kwitnienia. U nasady zwężone mniej lub bardziej, czasem z nasadą dość szeroką i obejmującą łodygę. Równowąskie do lancetowatych, na wierzchołku dolne liście są tępe, górne zaostrzone. Liście osiągają do 10 cm długości i 1,2 cm szerokości, wraz z wysokością na pędzie są coraz mniejsze. Blaszki są 1-, 3- lub 5-żyłkowe, zwykle nieco skórzaste, od spodu gęsto, kutnerowato owłosione popielato lub czerwonobrązowo. Góra strona blaszki owłosiona pajęczynowato lub naga.
KwiatyRozdzielnopłciowe. Kwiaty zebrane są w liczne koszyczki tworzące szczytowy podbaldach. Okrywa szeroko dzwonkowata lub półkulista o długości do 8 mm i szerokości do 13 mm. Cały koszyczek ma średnicę ok. 1–1,5 cm. Listki okrywy w 5–7 rzędach, zwykle mniej lub bardziej odstające, dolne szersze i owłosione, górne węższe. W kwiatostanach z dominującymi kwiatami żeńskimi, kwiaty męskie występują w centrum koszyczka w liczbie kilku lub kilkunastu. W kwiatostanach z dominującymi kwiatami męskimi wypełniają one całą środkową część koszyczka, a kwiaty żeńskie tworzą pojedynczy szereg na jego skraju. Korony kwiatów osiągają 3–5 mm długości.
OwocePodługowate niełupki o długości ok. 0,7 mm. Puch kielichowy biały, nitkowaty, do 5 mm długości.

## Biologia i ekologia
Bylina kwitnąca od czerwca do października, czasem nawet dłużej. Rośnie w szerokim spektrum siedlisk – w lasach suchych, topolowych, brzozowych, iglastych i mieszanych, zwłaszcza na ich obrzeżach, przy drogach, na różnego rodzaju siedliskach otwartych, w tym zaburzonych – przydrożach, odłogach, polach; ale też półnaturalnych i naturalnych murawach oraz zaroślach w niższych i subalpejskich obszarach górskich, na skalistych stokach, także na wydmach.